# Ancara kebea
Ancara kebea är en fjärilsart som beskrevs av George Thomas Bethune-Baker 1906. Ancara kebea ingår i släktet Ancara och familjen nattflyn. Inga underarter finns listade i Catalogue of Life.